# City-Hochhaus Leipzig
Das City-Hochhaus Leipzig steht am südwestlichen Rand des Augustusplatzes in Leipzig. Das Hochhaus mit 34 Etagen ist ein Wahrzeichen der Stadt und mit 142,5 Metern (Gesamthöhe mit Antennenträger: 155 m) das höchste Gebäude Leipzigs. Bei seiner Fertigstellung im Jahr 1972 war es bis zur Aufstockung des Jentowers (144,5 m) auch das höchste Gebäude deutschlandweit und ist nach dem Jentower das zweithöchste in Ostdeutschland.
Aufgrund der drei langen, leicht nach innen gewölbten Längsseiten bei einer überhöhten Schmalseite kann die Form des Gebäudes aus Straßensicht als ein aufgeschlagenes Buch interpretiert werden. Wegen seiner ursprünglichen Nutzung durch die Universität Leipzig entstand im Volksmund der Name Uniriese.

## Geschichte

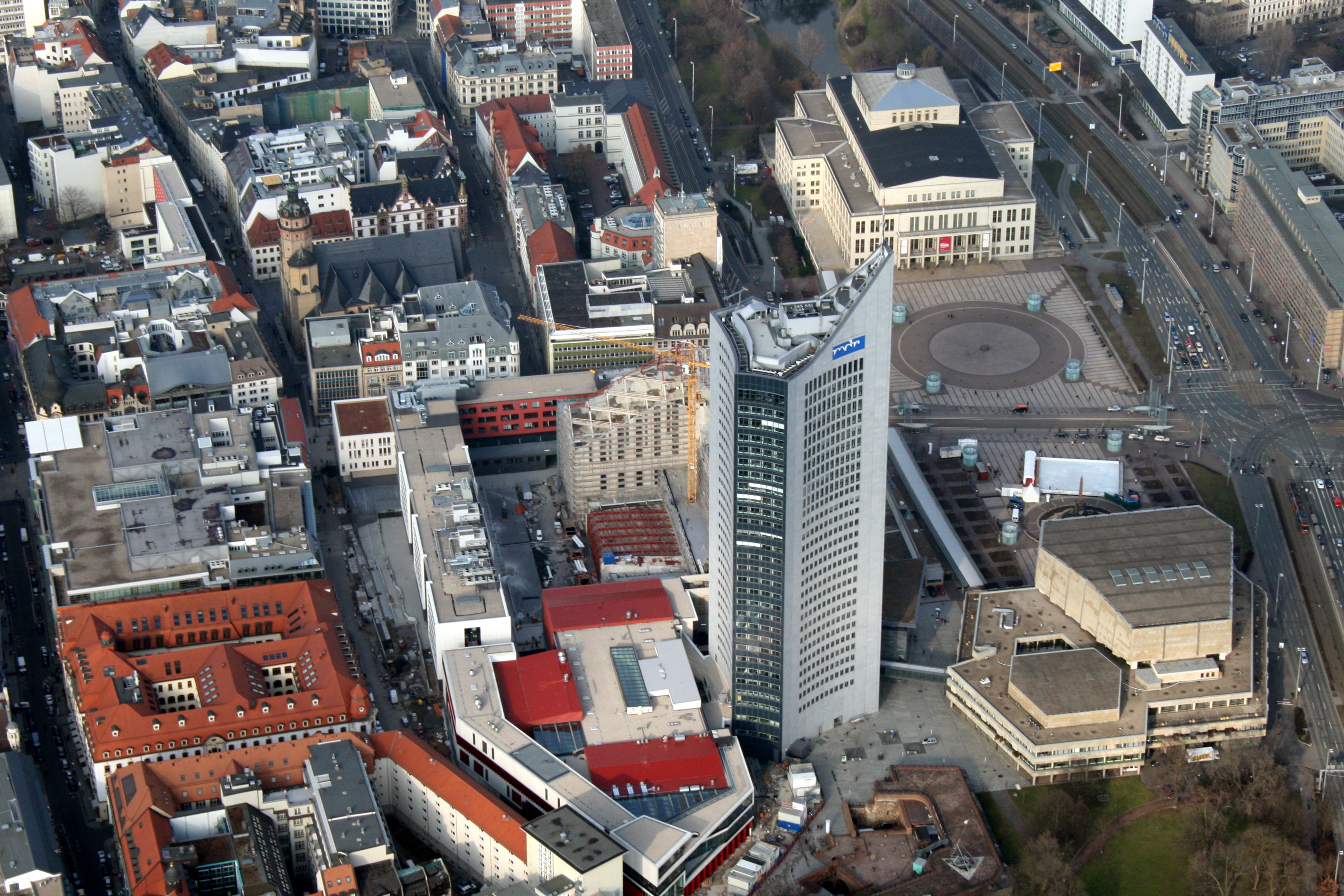
City-Hochhaus mit Augustusplatz aus der Luft (2009)

Die ersten Überlegungen zu Hochhäusern am Leipziger Innenstadtring stellte Stadtbaurat Hubert Ritter (1886–1967) mit dem Ringcity-Konzept in den 1920er Jahren an. Am Augustusplatz wurden mit dem Krochhochhaus 1927/28 und dem Europahaus 1928/29 die ersten Hochhäuser Leipzigs errichtet, woran in den 1950er Jahren mit der Ringbebauung in unmittelbarer Nachbarschaft angeknüpft wurde.
Architekt Hermann Henselmann (1905–1995), der kurz darauf auch mit den Planungen für den Zeiss-Turm in Jena (heute Jentower) beauftragt wurde, entwarf im Zuge der Neugestaltung des Campus der Leipziger Universität am damaligen Karl-Marx-Platz (seit Oktober 1990 Augustusplatz) das charakteristische Uni-Hochhaus, mit dessen Bau 1968 begonnen wurde. Seine tragende Struktur besteht aus Stahlbeton. Nach der Wiedervereinigung gab es ab 1994 Überlegungen der Universität, das Gebäude zu verkaufen, da der geschätzte Sanierungsaufwand mit 240 bis 300 Millionen DM erheblich war. Erst vier Jahre später beschloss im Mai 1998 das Rektorat der Universität endgültig den Auszug aus dem Hochhaus. Die Verkaufsbemühungen über mehrere Jahre scheiterten, und in den Jahren 1999 bis 2002 wurde schließlich das ehemalige Uni-Hochhaus komplett saniert. Dabei wurde die ehemalige Aluminiumfassade durch Platten aus chinesischem Granit ersetzt und in den zehn oberen Etagen die Fensterhöhe vergrößert.
Seit 2006 mieteten sich verschiedene Unternehmen in die Büroräume des Hochhauses ein. Das Gebäude wurde im März 2007 von der Sächsischen Staatsregierung (Kabinett Milbradt II) an die US-Investmentbank Merrill Lynch verkauft, vertreten durch die CRE Resolution GmbH. Ende 2016 war das Gebäude im Finanzbericht der Aroundtown Property Holdings abgebildet.
Mieter sind unter anderem die Leipziger Tourismus und Marketing GmbH, der MDR und das Panorama-Restaurant „Panorama Tower – Plate of Art“ in 110 Metern Höhe in der 29. Etage. Seit März 2008 hat die Europäische Strom- und Energiebörse EEX ihren Hauptsitz im City-Hochhaus.

## Panorama

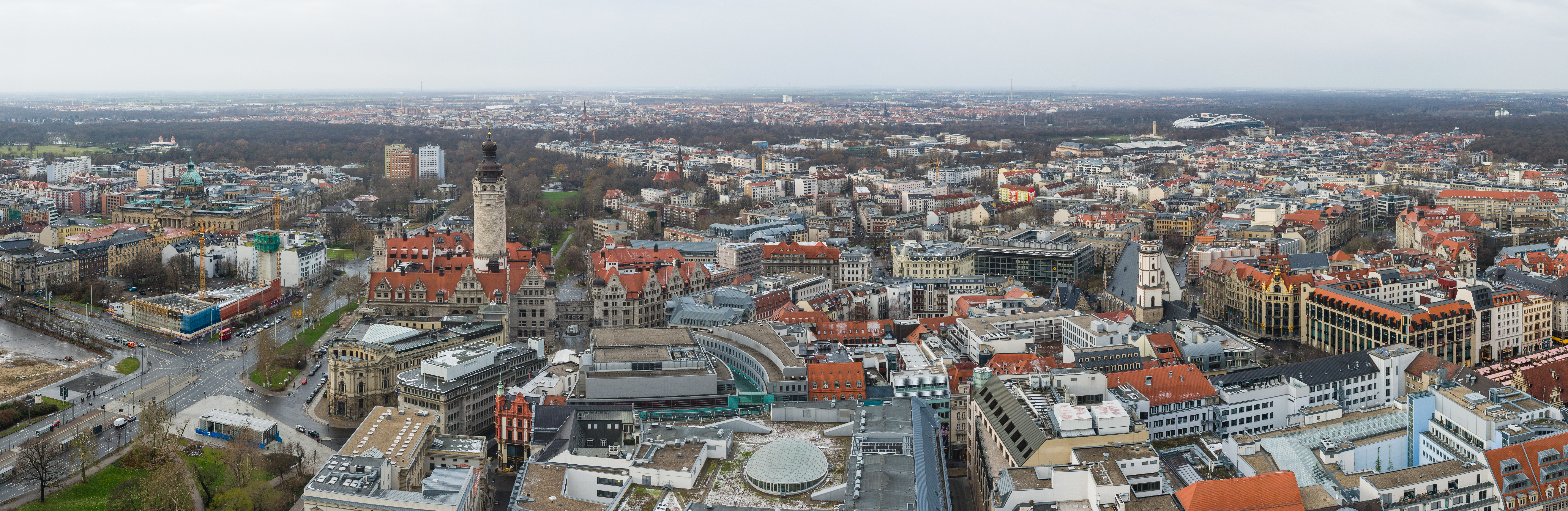
Blick von der Aussichtsplattform nach Westen (2013)

Ca. 180°-Panoramablick nach Süden (2010)

Aufgrund der Höhe und Lage des Hauses im Stadtzentrum bietet sich ein Panoramabild über die ganze Stadt. In der 26. und 27. Etage befand sich schon zu DDR-Zeit seit 1972 das „Panorama-Café“, welches 1991 geschlossen wurde. 2002 wurde nach der Sanierung des Hauses das neue Panorama-Restaurant eröffnet. Das Restaurant firmiert heute unter dem Namen „Plate of Art“. Es wurde 2007 nach Entwürfen des Architekten Rüdiger Renno und des Designers Till Brömme umgestaltet.
Von der Restaurantetage führt eine Treppe zur offenen Aussichtsplattform in der 31. Etage. Sie ermöglicht in 120 Metern Höhe einen guten Überblick über die Innenstadt und weit über das Leipziger Umland hinaus. Nur in Richtung Ostsüdosten behindert die Turmspitze die Aussicht. Unter anderem sind bei entsprechend klarer Luft Fichtelberg (110 km), Auersberg (100 km), Kulpenberg, Wurmberg, Brocken (132 km), Viktorshöhe (98 km) und sogar einige Erzgebirgsgipfel in Tschechien (z. B. Jeleni Hora, 109 km) zu sehen. Die Plattform ist ein beliebtes Touristenziel.